# Thomas Brandt (Biologe)
Thomas Brandt (* 1964) ist ein deutscher Biologe und wissenschaftlicher Leiter der Ökologischen Schutzstation Steinhuder Meer.

## Leben
Brandt studierte Biologie an der Universität Osnabrück und absolvierte ein Ingenieursstudium der Ökologischen Umweltsicherung in Kassel. Seit 1994 ist er in der Ökologischen Schutzstation Steinhuder Meer als wissenschaftlicher Leiter beschäftigt. Er ist dort unter anderem für die Bestandserfassung von Tieren und Pflanzen sowie für die Entwicklung und Umsetzung von Schutzkonzepten verantwortlich.
Brandt ist Autor mehrerer Sachbücher und Beiträge zu Naturthemen und arbeitet seit den 1980er Jahren ehrenamtlich für den Naturschutzbund. Seit 2001 ist er Mitarbeiter in der Fachredaktion der ornithologischen Zeitschrift Der Falke. Seit 2009 ist er außerdem Redaktionsmitglied der Vogelkundlichen Berichte aus Niedersachsen.
2012 zeichnete die Niedersächsische BINGO-Umweltstiftung T. Brandt für einen journalistischen Beitrag im Umweltbereich mit dem „Niedersächsischen Umweltpreis 2012“ aus.

## Schriften
- Thomas Brandt, Christian Seebaß: Die Schleiereule – Ökologie eines heimlichen Kulturfolgers. Aula Verlag, Wiesbaden 1994, 152 Seiten
- Thomas Brandt, Dirk Herrmann, Bernhard Volmer, Thomas Beuster: Naturerlebnis Steinhuder Meer – Ein Reise- und Freizeitführer. Landbuch Verlag, Hannover 2002, 160 Seiten
- Thomas Bandt, Cordula Jülch, Bernhard Volmer: Das Steinhuder Meer – Faszination einer Landschaft. Edition Temmen, Bremen 2003, 128 Seiten
- Thomas Brandt, Lars Büttner, Hansjörg Küster: Naturpfad Schaumburg – Landschaft und Natur entdecken. Zu Klampen Verlag, Springe 2005, 224 Seiten
- Holger Buschmann, Bruno Scheel, Thomas Brandt: Amphibien und Reptilien im Schaumburger Land und am Steinhuder Meer. Natur & Text, Rangsdorf 2006, 180 Seiten
- Ina Blanke, Adrian Borgula, Thomas Brandt (Herausgeber): Verbreitung, Ökologie und Schutz der Ringelnatter (Natrix natrix LINNAEUS, 1758). Mertensiella 17, Rheinbach 2008, 304 Seiten
- Thomas Brandt, Bernhard Volmer: Das Steinhuder Meer. Bilder einer Landschaft. Edition Temmen, Bremen 2011, 152 Seiten
- Thomas Brandt, Cordula Jülch, Kilian Wasmer, Christoph Moning, Christian Wagner: Die 50 besten Vogelbeobachtungsplätze in Deutschland. Aula-Verlag, Wiebelsheim 2011, 192 Seiten
- Christian Wagner, Felix Weiß, Christoph Moning Christopher König, Thomas Brandt: Weitere 25 empfehlenswerte Vogelbeobachtungsplätze in Deutschland. Aula-Verlag, Wiebelsheim 2012, 108 Seiten

| Personendaten    | Personendaten     |
| ---------------- | ----------------- |
| NAME             | Brandt, Thomas    |
| KURZBESCHREIBUNG | deutscher Biologe |
| GEBURTSDATUM     | 1964              |